# سیارک ۴۹۲۹
سیارک ۴۹۲۹ (به انگلیسی: 4929 Yamatai، نامگذاری:1982XV) چهار هزار و نهصد و بیست و نهمین سیارک کشف شده‌است که در ۱۳ دسامبر ۱۹۸۲ کشف شد.
قدر مطلق سیارک برابر ۱۳٫۵۰ است.